# Limnophila fluviatilis
Limnophila fluviatilis är en grobladsväxtart som beskrevs av A. Cheval.. Limnophila fluviatilis ingår i släktet Limnophila och familjen grobladsväxter. Inga underarter finns listade i Catalogue of Life.